# Rzeki w Macedonii Północnej
Rzeki w Macedonii Północnej

## Warunki hydrograficzne
Charakter sieci rzecznej Macedonii Północnej kształtują rzeźba terenu kraju oraz jego klimat. Macedonia Północna jest krajem górzystym – góry i wzgórza zajmują 79% powierzchni. Średnia wysokość nad poziomem morza wynosi 850 m, a najwyższy szczyt Golem Korab osiąga 2764 m n.p.m. Tak więc rzeki Macedonii Płn. mają w większości charakter górski. Klimat Macedonii Płn. jest śródziemnomorski na południu kraju, umiarkowanie kontynentalny w centrum i na północy, a w wysokich górach – górski. Przeciętna roczna ilość opadów wynosi 680 mm, jednak opady są rozłożone bardzo nierównomiernie – w zachodniej części kraju przekraczają 1000 mm, podczas gdy w dolinie Wardaru nie osiągają nawet 500 mm rocznie. Kotlina Ovče Polje jest najsuchszym obszarem na Bałkanach. Kraj odczuwa niedostatek wody, czemu usiłuje się zaradzić poprzez budowę licznych zbiorników retencyjnych i nawadnianie gruntów rolnych.

## Sieć rzeczna
Na terenie Macedonii Północnej stwierdzono istnienie 4144 źródeł o łącznej wydajności 991,9 mln m³ rocznie. Jednak tylko 58 z nich ma wydajność przekraczającą 100 l/s. Teren kraju przecina 250 cieków wodnych o powierzchni zlewni ponad 20 km².
Przeważająca większość terytorium Macedonii Płn. leży w zlewisku Morza Egejskiego, tylko peryferyjne obszary nadgraniczne należą do innych zlewisk. Do zlewiska Morza Adriatyckiego należy południkowy pas terenów wzdłuż granicy z Albanią, oddzielony od centrum kraju pasmami górskimi Szar Płanina, Bistra, Plakenska Planina, Bigla i Baba. Do tego zlewiska należy również pozornie bezodpływowy obszar zlewni jeziora Prespa, z którego wody pod ziemią spływają do Jeziora Ochrydzkiego. Do zlewiska Morza Czarnego należy tylko jeden skrawek na północ od pasma górskiego Crna Gora.
Największą, najdłuższą i najważniejszą rzeką dzisiejszej Republiki Macedonii Północnej jest Wardar, od którego dawniej teren ten był zwany Macedonią Wardarską (w odróżnieniu od Macedonii Egejskiej i Macedonii Piryńskiej). Zlewnia Wardaru zajmuje 80% powierzchni kraju. Dolina Wardaru jest najważniejszym obszarem osadniczym Macedonii Płn. – leżą w niej miasta Gostiwar, Tetowo, stołeczne Skopje, Negotino i Gewgelija. Doliną Wardaru przebiegają również najważniejsze szlaki komunikacyjne Macedonii Północnej – droga i linia kolejowa ze Skopja i Kumanowa przez Gewgeliję do Salonik.
Rzeki w Macedonii Północnej nie są żeglowne. Mają duży potencjał energetyczny, wykorzystany tylko w niewielkiej części.

## Zlewiska w Macedonii Północnej
| zlewisko            | powierzchnia w km² | powierzchnia w % | główna rzeka   |
| ------------------- | ------------------ | ---------------- | -------------- |
| Morza Egejskiego    | 22 319             | 86,80            | Wardar         |
| w tym:              | 20 535             | 79,86            | Wardar         |
|                     | 1535               | 5,97             | Strumica       |
|                     | 129                | 0,50             | Lebnica        |
|                     | 120                | 0,47             | jez. Dojran    |
| Morza Adriatyckiego | 3350               | 13,03            | Czarny Drin    |
| Morza Czarnego      | 44                 | 0,17             | Binačka Morava |

| - Wardar - Treska - Golema Reka - Lepenac - Nerodimka - Kadina Reka - Pczińa - Kriwa Reka - Topolka - Babuna - Crnička Reka - Bregałnica - Zrnowska Reka - Kriva Lakavica - Crna Reka - Šemnica - Dragor - Raec - Bošava - Dosznica - Stragarnica - Anska Reka - Konska Reka - Struma (w Bułgarii) - Lebnica - Strumica - Stara Reka - jezioro Dojran | - Drin (w Albanii) - Czarny Drin - jezioro Prespa - Jezioro Ochrydzkie - Sateska Reka - Golema Reka - Radika - Derven | - Dunaj (w Serbii) - Południowa Morawa (w Serbii) - Binačka Morava |